# 1889年熊本地震
1889年熊本地震，又名1889年金峰山地震，是指1889年7月28日发生于今日本熊本县熊本市附近的强烈地震。该次地震震中大致位于北纬32.8度、东经130.7度，震级为6.3级，震源深度为极浅。为将该地震与2016年熊本地震区别开来，部分媒体会使用明治熊本地震来指代本次地震。

## 震害情况
受1889年熊本地震影响，熊本县内共有20人遇难。其中，熊本市市区内遇难5人，饱田町内遇难15人。此外，还有52人受伤。有228栋房屋被完全摧毁，还有138栋房屋严重受损。高木诚治在1995年3月发布的《熊本防灾资料：恐怖的明治22年大地震》中提到，当时居住在熊本县菊水町有一名为五野保万的人在日记中写到，“地震发生时，家仿佛要倒塌一样地在摇晃，实属罕见的大地震引起了大规模的恐怖”。

## 记载
在1889年熊本地震发生后，出现了一些关于记录本次地震的事物。例如，一幅名为《熊本县饱田郡震灾地区全图》简要描绘了饱田郡在本次地震中的震害情况，现被大岛明秀收藏。